# Tomasz Gruszczyński
 Tomasz Gruszczyński (ur. 4 grudnia 1980 w Wałbrzychu) – były polski piłkarz, grający na pozycji napastnika.
Treningi piłkarskie rozpoczynał w juniorskich zespołach lokalnych klubów Lotaryngii. Od 1999 do 2002 był zawodnikiem pierwszoligowego FC Metz, z czego przez jeden sezon (2001/2002) drużyny rezerw popularnych "Les Grenats". W 2002, po spadku z Division 1, przeszedł do luksemburskiego F91 Dudelange. W jego barwach zadebiutował w rozgrywkach najwyższego szczebla ligowego, europejskich pucharach (21 meczów: 16 w eliminacjach do Ligi Mistrzów i 5 w kwalifikacjach Pucharu UEFA / Ligi Europy) oraz wywalczył swe jedyne trofea. W 191 spotkaniach ligowych zdobył 116 bramek, stając się legendą klubu. W 2012 wrócił do Francji, zaliczając krótki epizod w CSO Amnéville (pod koniec lat 90. był juniorem tego klubu), a następnie został zatrudniony przez "średniaka" luksemburskiej Nationaldivisioun – Progrès Niedercorn. W 2014 zakończył karierę sportową.
Założył firmę zajmującą się importem i eksportem wyrobów stolarskich. Jest żonaty, ma córkę Kelyę. Posiada obywatelstwo polskie i francuskie.

## Sukcesy
- Mistrzostwo Luksemburga (7): 2005, 2006, 2007, 2008, 2009, 2011, 2012
- Puchar Luksemburga (5): 2004, 2006, 2007, 2009, 2012